# Calendimaggio
Il Calendimaggio è una festa stagionale con cui si celebra l'arrivo della primavera. L'evento trae in Italia il nome dal periodo in cui si svolge, cioè intorno al 1º maggio, perché risalente alle calende del mese nel calendario romano, in cui si onorava la dea Flora, responsabile della fioritura degli alberi. Si tratta di una festa conosciuta d'altronde anche nel resto d'Europa, corrispondente ad esempio alla festa di Beltane o alla notte di Valpurga, ed astronomicamente contrapposta a quella dei santi del 1º novembre.

## Calendimaggio in Europa

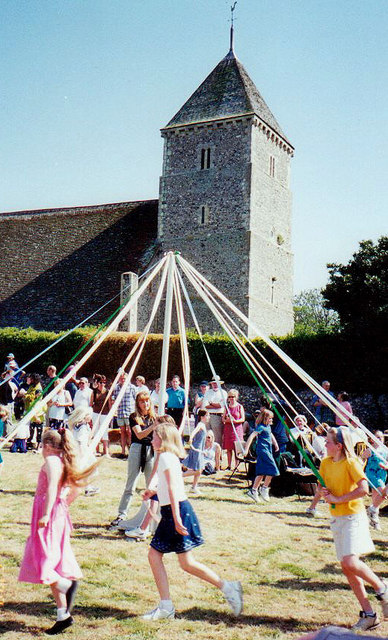
Palo di maggio a Bishopstone Church, Sussex

Il May Day, nome anglofono del Calendimaggio, è una festa di origini antichissime che segna l'inizio dell'estate, solitamente celebrata il 1º maggio, data che si trova nell'emisfero settentrionale circa alla metà del periodo di tempo tra l'equinozio di primavera e il solstizio d'estate di giugno.
I festeggiamenti possono svolgersi anche la notte precedente, conosciuta come May Eve ("Vigilia di Maggio"). Le tradizioni spesso includono la raccolta di fiori selvatici e rami verdi, la tessitura di ghirlande floreali, l'incoronazione di una regina di maggio (a volte con un compagno maschio) e l'allestimento di un palo di maggio, un albero di maggio o un cespuglio di maggio, attorno al quale le persone ballano e cantano. In alcune zone anche i falò svolgono un ruolo importante durante la festa. Le varietà regionali e le tradizioni correlate includono la Notte di Valpurga nell'Europa centrale e settentrionale, la festa gaelica Beltane, la festa gallese Calan Mai, e il Calendimaggio nel nord e centro Italia. È stato anche associato all'antica festa romana Floralia.

## La tradizione
Con ciò esplicitamente intendevano recare il segno della rinnovata fecondità della Natura, che avrebbe a sua volta procurato ai singoli e alla comunità l'abbondanza e la fortuna.
 
Questo rito, nelle manifestazioni più o meno varie assunte secondo i diversi ambienti e tempi, è rimasto fondamentalmente uguale nel carattere e nel significato.»
(Paolo Toschi, Le origini del teatro italiano [1955], Bollati Boringhieri, 1976, pp. 453-454)

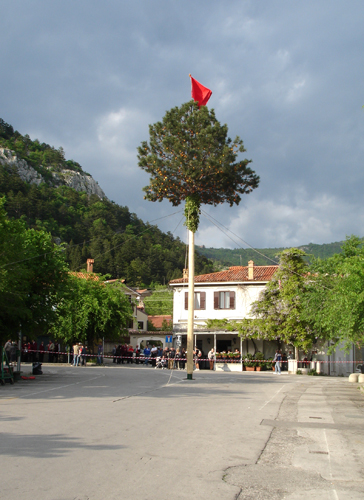
Albero di maggio innalzato in occasione del 1º del mese a Bagnoli della Rosandra (provincia di Trieste)

Il Calendimaggio è una tradizione viva ancor oggi in molte regioni d'Italia come allegoria del ritorno alla vita e della rinascita: fra queste il Piemonte, la Liguria, la Lombardia, il Veneto, l'Emilia-Romagna (ad esempio si celebra nella zona delle Quattro Province, ovvero Piacenza, Pavia, Alessandria e Genova), la Toscana (Montagna pistoiese), l'Umbria, le Marche, l'Abruzzo e il Molise.
La funzione magico-propiziatoria di questo rito è spesso svolta durante una questua durante la quale, in cambio di doni (tradizionalmente uova, vino, cibo o dolci), i maggianti (o maggerini) cantano strofe benauguranti agli abitanti delle case che visitano.
Simbolo della rinascita primaverile sono gli alberi (ontano, maggiociondolo) che chiamati «del maggio» accompagnano i maggerini, e i fiori (viole, rose), citati nelle strofe dei canti, e con i quali i partecipanti si ornano. In particolare la pianta dell'ontano, che cresce lungo i corsi d'acqua, è considerata il simbolo della vita ed è per questo che è spesso presente nel rituale.
Si tratta di una celebrazione che risale a popoli dell'antichità molto integrati con i ritmi della natura, quali i Celti (che festeggiavano Beltane, letteralmente "splendente": venivano accesi grandi falò tra i quali veniva poi fatto passare il bestiame in segno di buon auspicio), gli Etruschi e Liguri, presso i quali l'arrivo della bella stagione rivestiva una grande importanza.
In alcune località essa è associata al culto di San Michele, del quale è festeggiata l'8 maggio la sua apparizione nel santuario di Monte San Michele sul Gargano.
Col tempo la tradizione del Calendimaggio si è affievolita, soprattutto a partire dall'Ottocento, quando il movimento socialista trasformò questa ricorrenza nella festa dei lavoratori, facendole assumere un carattere di protesta sociale. Fu per questo che il fascismo, nonostante la sua valorizzazione delle manifestazioni folcloriche italiane, giunse a vietare questa espressione popolare in alcune città. Altrove, tuttavia, furono incentivate le rievocazioni medievali in linea con gli esiti nazionalisti del romanticismo, come nel caso del Calendimaggio di Assisi, ripristinato in forma nuova nel 1927.

## Le feste del Calendimaggio
A seconda della località in cui si svolge questa festa troviamo forme e nomi differenti:
- Calendimaggio - Milano Anticipazione del Festival Internazionale di Poesia di Milano- Giardino Condiviso di Via Scaldasole.
- Calendimaggio ad Assisi (PG)
- Calendimaggio a Vernasca (PC), in val d'Arda
- Cantar Maggio su tutta la Montagna pistoiese, dove per tutto il mese si svolge il Maggio Itinerante Pistoiese
- Carlin di maggio a Marsaglia di Corte Brugnatella (sera del 30 aprile) e Coli (1º maggio) in val Trebbia (PC)
- Cantamaggio a Prataccio, provincia di Pistoia
- "Maggio delle Ragazze" a Riolunato, provincia di Modena
- Santa Croce, in una zona compresa fra i comuni di Brallo di Pregola, Bobbio e Corte Brugnatella, nelle province di Pavia e Piacenza
- E bene venga maggio a Monghidoro (BO)
- I Maggi Villa Minozzo (RE)
- Galina grisa o Galëina grisa in val Tidone, a Pianello Val Tidone o a Cicogni, frazione di Pecorara (PC) e a Romagnese (PV)
- Maggio a Santo Stefano d'Aveto (GE)
- Cantamaggio a Terni (TR)
- Maggiolata a Firenze (FI)
- Pianta dal Macc a Canzo (CO)
- Calendimaggio de le Stríe ('delle Streghe')  a Nogaredo (TN), in Val Lagarina
- E ben vena Magg nell'Alessandrino
- A Seveso è presente nella prima domenica e nel primo lunedì di maggio una festa detta di Calendimaggio, propria della parrocchia di San Pietro
- La Maggiolata a Castiglione d'Orcia in provincia di Siena nella notte tra il 30 aprile e il 1º maggio
- Ecco Maggio giù ppe'r piano... a Badia Prataglia (AR) la notte tra il 30 aprile e il 1º maggio
- Cantamaggio nelle frazioni del comune di Chiusi della Verna che si trovano nella Vallesanta.
- Ju Calenne in varie frazioni del comune di Tornimparte (AQ)
- A Nocera Superiore si celebra nella frazione periferica di Materdomini, assumendo il nome di Festa del Majo.

In diverse città si è formalizzata in una vera e propria consuetudine dotata di regole interne e a carattere fortemente spettacolare, come la Maggiolata a Firenze o il Calendimaggio ad Assisi.
Oggi in alcuni luoghi si celebra durante tutto il mese di maggio questa tradizione, come nel caso dal Maggio Itinerante Pistoiese.

### Il Calendimaggio sulla Montagna pistoiese
Nelle province della Montagna pistoiese il Calendimaggio viene celebrato nella notte tra il 30 aprile e il primo maggio e consiste nell'itinerare lungo il paese cantando i canti del Maggio sotto ogni casa. La tradizione vuole che un ramo molto grosso della pianta di ontano venga trasportato dai "Maggerini" (i cantori del maggio) e su di esso vengano appesi i doni dati nelle case. Attorno alla pianta si tenevano danze e l'elezione della reginetta del Maggio. Alla fine del percorso questo ramo, a seconda dei luoghi, poteva venire issato con i doni per diventare il palo della cuccagna.
Nel dopoguerra il Collettivo Folcloristico Montano ripropose la tradizione sulla Montagna pistoiese dal 1976 come pure da parte di altre forme associative fra le quali i Cantori Appennino Toscano dal 1977.

### Il Cantamaggio nelle Quattro province
La celebrazione del Cantamaggio in questa zona è strettamente legata alle questue, che prendono aspetti e nomi differenti a seconda della località in cui si tengono. Il periodo in cui si svolge sono i primi giorni di maggio, anticipato al sabato prima di Pasqua (Sabato Santo) a Romagnese (PV) o posticipato al 3 maggio (festa della Santa Croce) nella zona fra il passo del Brallo, Bobbio e Corte Brugnatella o alla prima domenica di maggio.
In val Tidone si chiama La galina grisa o La galëina grisa, a Marsaglia di Corte Brugnatella in val Trebbia Carlin di maggio (storpiatura di Calendimaggio).

## Discografia
- 1974 - Canzoniere Internazionale Siam venuti a Cantarmaggio (Fonit Cetra, Folk Internazionale 29, LPP 261)
- 1980 - 'Maggiolata' in Toscana vol.1 - Grosseto - Siena - Cetra 'I Suoni' su 5004 - a cura di Diego Carpitella
- 1984 - Musa di pelle, pinfio di legno nero... Baraban -- ACB
- 1985 - Giacu Trus Tre Martelli -- Pentagramma
- 1989 - Canti e musiche popolari dell'Appennino pavese. I canti rituali, i balli, il piffero, a cura di Aurelio Citelli e Giuliano Grasso -- ACB
- 1990 - Antologia, Ciapa Rusa — Robi Droli
- 1995 - In festa, Micrologus
- 1996 - 'Kalenda Maya' in italiano - Angelo Branduardi in 'Chominciamento di gioia' - La Voce del Padrone CD
- 2000 - Eva Tagliani. La voce delle mascherate, a cura di Aurelio Citelli e Giuliano Grasso -- ACB
- 2000 - Tendachënt Ori pari (Folkclub Etnosuoni)
- 2001 - Balla Ghidan, Gruppo ricerca popolare — Voxi de Zena
- 2003 - Acqua foco e vento, Riccardo Tesi e Maurizio Geri — Il manifesto
- 2004 - In cerca di grane, Ariondassa — Folkclub etnosuoni
- 2004 - Lune Riccardo Tesi, Maurizio Geri e Banditaliana -- Suppl. de ‘Il Manifesto
- 2005 - 'Kalenda Maya', di Raimbaut de Vaqueiras, in Scenari: la musica dalle origini al Cinquecento --La Nuova Italia
- 2007 - Sentré Musiche selvagge - ACB
- 2008 - E l'è arrivà il mese d'aprile Cori spontanei dell'Appennino piacentino -- Soprip
- 2017 - 40 gir 1977-2017 Tre Martelli -- Felmay